# Руохонпяа
Ру́охонпяа (фин. Ruohonpää) — один из районов города Турку, входящий в округ Лянсикескус.

## Географическое положение
Район расположен к западу от центральной части Турку.

## Население
В 2007 году в районе проживало 2280 человек. В 2004 году численность население района составляла 2375 человек, из которых дети моложе 15 лет — 12,04 %, а старше 65 лет — 25,89 %. Финским языком в качестве родного владели 94,32 %, шведским — 3,87 %, а другими языками — 1,81 % населения района.